# Líšná, Žďár nad Sázavou
Líšná là một làng thuộc huyện Žďár nad Sázavou, vùng Vysočina, Cộng hòa Séc.